# Sätuna församling
Sätuna församling var en församling i Skara stift och i Falköpings kommun. Församlingen uppgick 1989 i Broddetorps församling.

## Administrativ historik
Församlingen har medeltida ursprung.
Församlingen var till 1962 annexförsamling i pastoratet Broddetorp, Hornborga, Sätuna som från 1540 även omfattade Bolums församling. Från 1962 till 1989 var den annexförsamling i pastoratet Gudhem, Östra Tunhem, Ugglum, Broddetorp, Hornborga, Sätuna, Bolum och Bjurum. Församlingen uppgick 1989 i Broddetorps församling.

## Kyrkor
Som församlingskyrka användes sedan 1822 Broddetorps kyrka gemensamt med andra församlingar.